# Norrudden
Norrudden är en småort i Sorunda socken i nordöstra delen av Nynäshamns kommun i Stockholms län. Norrudden ligger söder om Väländan på västra sidan om Vädersjön.